# Beaver Crossing (Nebraska)
Beaver Crossing es una villa ubicada en el condado de Seward en el estado estadounidense de Nebraska. En el censo de 2010 tenía una población de 403 habitantes y una densidad poblacional de 235,4 personas por km².

## Geografía
Beaver Crossing se encuentra ubicada en las coordenadas 40°46′41″N 97°16′57″O / 40.77806, -97.28250. Según la Oficina del Censo de los Estados Unidos, Beaver Crossing tiene una superficie total de 1.71 km², de la cual 1.7 km² corresponden a tierra firme y (0.91%) 0.02 km² es agua.

## Demografía
Según el censo de 2010, había 403 personas residiendo en Beaver Crossing. La densidad de población era de 235,4 hab./km². De los 403 habitantes, Beaver Crossing estaba compuesto por el 97.77% blancos, el 0.25% eran afroamericanos, el 0.25% eran amerindios, el 0.5% eran asiáticos y el 1.24% pertenecían a dos o más razas. Del total de la población el 0.99% eran hispanos o latinos de cualquier raza.